# 帯用証
帯用証（たいようしょう）とは、衆議院・参議院及び国立国会図書館において発行し交付される議院記章とともに発行される名刺大の紙。
衆議院で発行されるものは、プラスチックカード化されていたが、現在は新議員会館移行に伴いICカード化されたものに改められている。参議院では、2010年秋にICカード化された。なお、ICカードを使用する必要のない公務員記章・記者記章・院内業者用の記章などの一部の記章では、従来通りラミネート式の帯用証、プラスチックの帯用カードが用いられている。

## 概要
帯用証には、記章の名称、交付された者の所属・氏名等が書かれ、通行の制限される区域等の特記事項のある場合にはそれらも記載される。議院内に入ろうとする者は、記章を帯用し（＝一瞥出来るところに着用）、帯用証を衛視または派出警察官に提示しなければならない。また、衛視・派出警察官は、必要な場合には、帯用証の提示を求めることができる。正規の帯用者以外が使用している場合、提示を拒んだ場合、その他議院内での取締に反する行為のあった場合には、衛視・派出警察官は記章と帯用証を引き揚げる事が出来る（没収・資格取り消し）。